# William Purdie Treloar

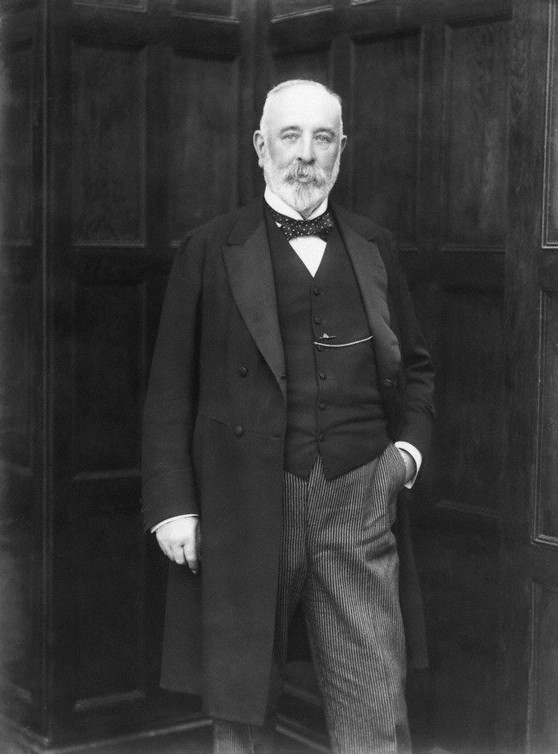
Sir William Purdie Treloar, 1. Baronet (1922)

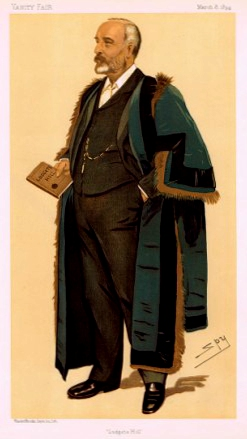
„Ludgate Hill“: William Purdie Treloar, in einer Karikatur von Spy in der Zeitschrift Vanity Fair vom 8. März 1894.

Sir William Purdie Treloar, 1. Baronet Kt (* 13. Januar 1843 in Blackfriars, Southwark, London; † 6. September 1923 in Upper Norwood) war ein britischer Politiker, der unter anderem von 1906 bis 1907 Lord Mayor of London war. Der Unternehmer war auch Philanthrop und engagierte sich für die Gründung des sogenannten Cripples Fund, eine Stiftung zugunsten von jungen Menschen mit Behinderungen. 

## Leben
William Purdie Treloar, Sohn von Thomas Treloar, trat nach dem Besuch der King's College School als Geschäftsführer und Partner in das väterliche Kurzwarengeschäft Treloar and Sons sowie in das Unternehmen Treloar's Carpet Co. in Ludgate Hill ein, das unter anderem patentierte Produkte wie Teppiche aus Kokosfasern herstellte. Er war Mitglied der Gilde der Riemer (Worshipful Company of Loriners), einer der Livery Companies der City of London. Nachdem er zwischen 1881 und 1892 Mitglied des Rates der Einwohner (Court of Common Council) des Ward Farringdon Without und damit Mitglied der City of London Corporation war, wurde er 1892 für Farringdon Without Mitglied des Londoner Stadtrates (Court of Aldermen). Zugleich wurde er für den Zeitraum 1899 bis 1900 für die Livery Companies als Sheriff der City of London zu einem der beiden Assistenten des Lord Mayor gewählt und für seine Verdienste am 29. März 1900 zum Knight Bachelor (Kt) geschlagen, so dass er fortan das Prädikat „Sir“ trug. Er war zudem zeitweilig Friedensrichter (Justice of Peace) der Grafschaften Kent und Surrey sowie der City of London.
Im November 1906 übernahm er als Nachfolger von Sir John Pound das Amt als Lord Mayor of London und war damit bis zu seiner Ablösung durch Sir John Charles Bell im November 1907 Lord Mayor der City of London. Als Lord Mayor engagierte er sich für die Gründung des sogenannten Cripples Fund, eine Stiftung zugunsten von jungen Menschen mit Behinderungen. Seine Sammlungen von Spendengeldern führte 1908 zur Gründung des Lord Mayor Treloar Cripples Hospital and College, der heutigen Treloar School, eine Wohn- und Tagesförderschule und Hochschule für behinderte Kinder und Jugendliche im Alter von 2 bis 25 Jahren in Holybourne bei Alton. Wegen seiner vielen Wohltaten für die Kinder der Slums ist er als „Children’s Alderman“ bekannt. Er war größtenteils maßgeblich daran beteiligt, die Öffnung des British Museum an Sonntagen zu erhalten. Er war ferner Ehrenmitglied (Honorary Fellow) der British Orthopaedic Association.
Am 17. Juli 1907 wurde ihm in der Baronetage of the United Kingdom der erbliche Adelstitel Baronet, of Grange Mount in the Parish of All Saints, Upper Norwood, in the Borough of Croydon, verliehen. Er war Direktor und Trustee des Reisebüros Thomas Cook and Son in Ägypten. Er war seit 1865 mit Annie Treloar und verstarb kinderlos, so dass mit seinem Tod am 12. November 1916 der Titel des Baronets erlosch.

## Veröffentlichungen
- Ludgate Hill, past and present. A narrative concerning the people, places, legends, and changes of the great London highway, 1881, Neuauflage 1892
- The prince of palms, 1884
- Wilkes and the city, 1917
- The cure of tuberculous children, 1918
- A lord mayor’s diary, 1906–7, 1920

## Hintergrundliteratur
- Dacre Crave: A sermon: What mean ye by this service? Preached in St. Lawrence Jewry. Before the Lord mayor Sir W. Treloar on the 28th September, 1907, 1907
- Fleet Street in seven centuries. Being a history of the growth of London beyond the walls into the Western Liberty, and of Fleet Street to our time. With a foreword by Sir William Purdie Treloar. Drawings by T.R. Way, 1912
- Charles Edward Lawrence: William Purdie Treloar. An eightieth birthday tribute, 1923